# 5-エチリデン-2-ノルボルネン
5-エチリデン-2-ノルボルネン（英: 5-Ethylidene-2-norbornene）は、化学式C9H12で表される環状オレフィンモノマーの一種で、合成ゴムの原料となる。ENBとも略記される。

## 製法
ジシクロペンタジエンの熱分解で得たシクロペンタジエンと1,3-ブタジエンを、反応槽でディールス・アルダー反応により中間体のビニルノルボルネン（VNB）が合成される。この反応は無触媒の発熱反応で、115℃の液相で行われる。VNBを異性化することでENBが得られる。

## 用途
自動車のラジエーターホースや窓枠ゴムなどの材料として使用されるEPDMゴムの原料となるほか、2-アルキル-3-アルコキシピラジンとの混合物が燃料電池の普及に対応した都市ガス用非硫黄系付臭剤として開発されている。

## 安全性
日本の消防法では危険物第4類第二石油類（非水溶性）に区分される。通常は重合反応を防ぐ安定剤として4-tert-ブチルピロカテコールが添加されている。1973年には、試運転中の反応槽で攪拌を停止したことにより、反応が暴走して槽内の温度と圧力が上昇し、運転員2名が死亡する火災が発生している。長期曝露は肝臓・腎臓に有害である